# قائمة فنادق الجزائر

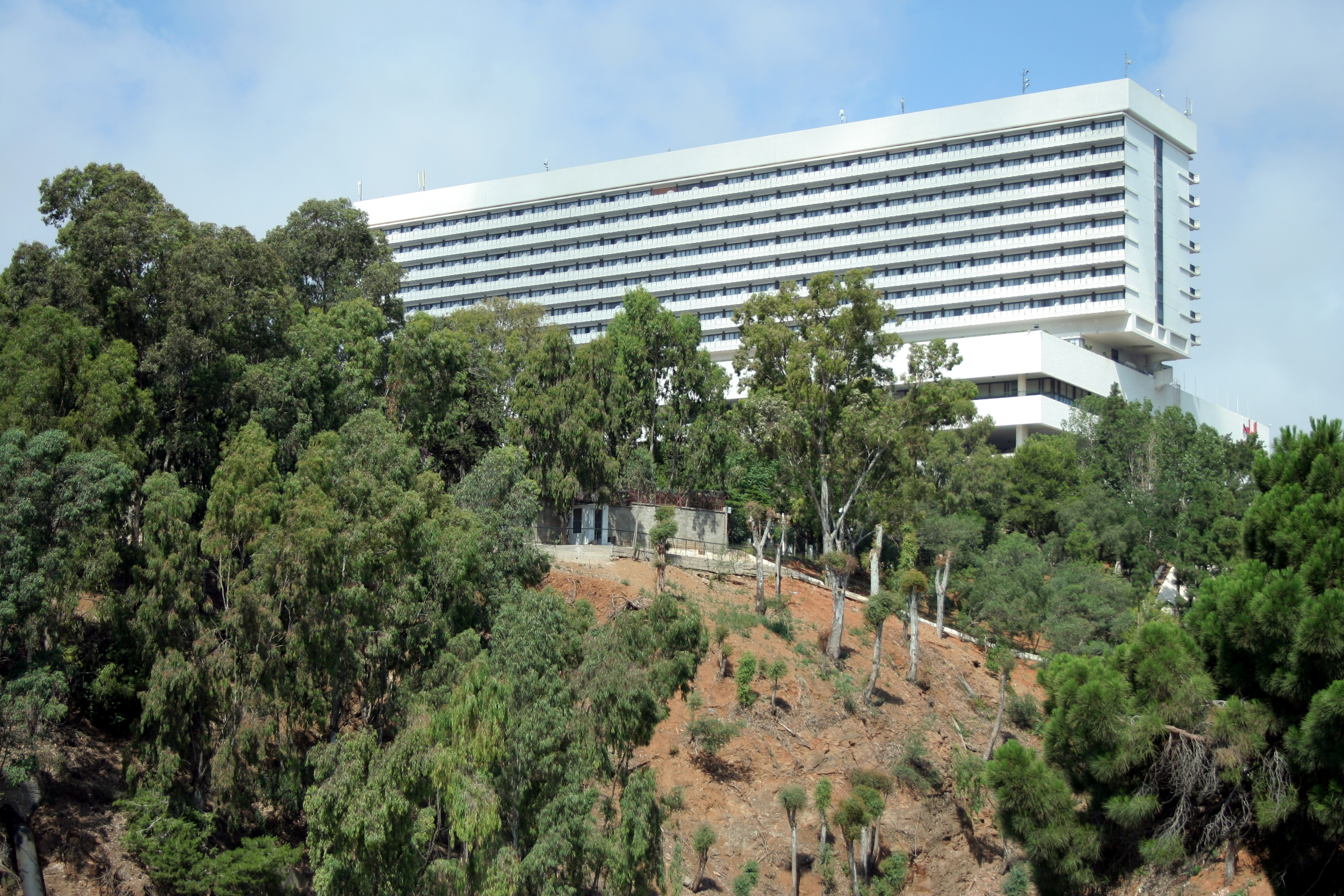
فندق الأوراسي

الفندق  (الجمع: فنادق) أو النُزُل  (الجمع: أنزال) هو مسكن يسكن فيه الشخص لوقت قصير مقابل أجر، مؤثث مفروش وقد يكون مزوداً بأجهزة منزلية ووسائل راحة وترفيه؛ مع توفير خدمات الطعام والنظافة والصيانة وغيرها.

## قائمة فنادق الجزائر
تحتوي هذه القائمة على أسماء فنادق في الجزائر.
- سوفيتيل الجزائر

- شيراطون الجزائر

- فندق الأوراسي
- فندق الماركير
- فندق ايبيس الجزائر
- فندق سيبوس الدولي
- رينيسانس تلمسان
- شيراتون عنابة
- شيراطون وهران

- فندق روايال وهران
- فور بوينتس باي شيراطون وهران

- مركز المؤتمرات محمد بن أحمد